# Birmingham South Stars
Die Birmingham South Stars waren ein US-amerikanisches Eishockeyfranchise der Central Hockey League aus Birmingham, Alabama.

## Geschichte
Die Birmingham South Stars nahmen zur Saison 1982/83 den Spielbetrieb in der Central Hockey League auf. Sie nahmen die Lücke ein, die die Birmingham Bulls ein Jahr zuvor in der Stadt hinterlassen hatten. Ihren Namen erhielt die Mannschaft in Anlehnung an die Minnesota North Stars aus der National Hockey League, deren Farmteam sie waren. In ihrer einzigen Spielzeit belegte die Mannschaft den dritten Platz der CHL. In den anschließenden Playoffs um den Adams Cup besiegten sie zunächst die Colorado Flames mit 4:2 Siegen in der Best-of-Seven-Serie, ehe sie im Finale den Indianapolis Checkers mit 2:5 Siegen in sieben Spielen unterlagen.
Da die Birmingham Bulls zur Saison 1983/84 als Franchise der Atlantic Coast Hockey League wieder den Spielbetrieb aufnahmen, wurden die Birmingham South Stars aufgelöst.

## Saisonstatistik
Abkürzungen: GP = Spiele, W = Siege, L = Niederlagen, T = Unentschieden, OTL = Niederlagen nach Overtime SOL = Niederlagen nach Shootout, Pts = Punkte, GF = Erzielte Tore, GA = Gegentore, PIM = Strafminuten
| Saison  | GP | W  | L  | T | OTL | SOL | Pts | GF  | GA  | Platz   | Playoffs             |
| 1982–83 | 80 | 41 | 37 | 2 | —   | —   | 84  | 297 | 297 | 3., CHL | Niederlage im Finale |

## Team-Rekorde

### Karriererekorde
| Spiele:       | 80  | Kanada | Jim Dobson, Glenn Hicks, Craig Homola |
| Tore:         | 40  | Kanada | Wes Jarvis                            |
| Assists:      | 68  | Kanada | Wes Jarvis                            |
| Punkte:       | 108 | Kanada | Wes Jarvis                            |
| Strafminuten: | 211 | Kanada | Dave Richter                          |

## Bekannte Spieler
- John Harrington
- Wes Jarvis
- Mario Lessard
- Steve Martinson
- Milan Mokroš
- Warren Skorodenski